# Jean-Pierre Hurteau
Joseph Armand Jean-Pierre Hurteau (* 5. Dezember 1924 in Montreal; † 25. November 2009 in Longueuil) war ein kanadischer Sänger (Bass).
Hurteau studierte von 1947 bis 1949 Gesang bei Sarah Fischer und debütierte 1949 in einem Konzert im Ritz-Carlton Hotel. Am Conservatoire de musique du Québec war er Schüler von Albert Cornellier und Martial Singher (1952–55). Als Opernsänger debütierte er 1952 an der Minute Opera  in Darius Milhauds Le pauvre matelot. In den Folgejahren hatte er Nebenrollen in Produktionen der Montreal Festivals, der Opera Guild und der Variétés lyriques. 1955 war er bei einer Aufführung des Parsifal an Montreal's Show Mart der Titurel an der Seite von Rose Bampton und Ramón Vinay.
Als Stipendiat der Provinzregierung von Québec vervollkommnete er von 1955 bis 1958 seine Ausbildung in Rom bei Rachele Maragliano-Mori. Am Théâtre du Capitole in Toulouse sang er 1957 den Balthazar in Gian Carlo Menottis Amahl and the Night Visitors und den Pimen in Mussorgskis Boris Godunow.
Von 1958 bis 1970 war Hurteau an der Pariser Oper und der Opéra-Comique engagiert. Hier trat er unter anderem als Il Commendatore in Don Giovanni (1960), Mephisto in Faust (1961), La Roche in Capriccio (1962), Don Alfonso in Così fan tutte (1963), Figaro in Le nozze di Figaro (1964), Mephisto in La damnation de Faust (1964) und Panthée in Les Troyens (1969) auf.
Daneben sang er auch in Krzysztof Pendereckis The Devils of Loudun (1972), Renzo Rossellinis La Reine morte (1974) und Harry Somers’ Louis Riel (1975). Bei Gastspielen unter anderem in Lyons, Marseilles, Toulouse, Bordeaux, Grenoble, Monte Carlo und Orange stand er mit Sängern wie Maria Callas, Elisabeth Schwarzkopf, Tito Gobbi und Montserrat Caballé auf der Bühne.